# Святитель
Святи́тель, святе́ць — у православ'ї — святий з єпископського чину, шанований церквою як предстоятель окремої церковної громади, що своїм святим життям і праведним пастирством здійснив Боже провидіння для Церкви в її напрямку до Небесного Царства.
Пам'ять найголовніших святителів відзначається в день Собору трьох святителів.